# Tropidia somae
Tropidia somae là một loài thực vật có hoa trong họ Lan. Loài này được Hayata miêu tả khoa học đầu tiên năm 1916.